# Villains & Vigilantes
Villains and Vigilantes (abbreviato V&V) è un gioco di ruolo di ambientazione supereroistica di Jeff Dee, Jack Herman pubblicato per la prima volta nel 1979 dalla Fantasy Games Unlimited.

## Sistema di gioco
Invece di giocare un personaggio completamente fittizio i giocatori sono incoraggiati a iniziare il processo di creazione del personaggio usando come base una versione di sé stessi (presumibilmente come identità segreta del supereroe). La creazione prosegue generando l'origine del superpotere (per esempio, mutante, alieno dallo spazio, ecc.), il loro numero e il loro tipo, a volte risultando in combinazioni strane. Un'altra particolarità del sistema è che i personaggi avanzano in livello e punti ferita, ma i loro poteri dando un senso differente a i personaggi a basso, medio e alto livello di potere.
Il combattimento viene gestito mediante una tabella che confronta l'efficacia del potere dell'attaccante (per esempio un raggio di energia) contro i poteri del difensore, riflettendo in teoria l'interazione di poteri offensivi e difensivi.
Shick definisce il regolamento "un audace tentativo, ma in pratica era piuttosto goffo". Appelcline attribuisce i difetti del gioco alla giovinezza e alla inesperienza dei due autori.

## Storia editoriale
La prima edizione di Villains and Vigilantes scritta a Jack Herman e Jeff Dee era un manuale di 40 pagine, illustrato da Dee, pubblicato dalla Fantasy Games Unlimited. Dopo la pubblicazione del manuale base non furono pubblicati supplementi, come era politica della FGU che preferiva pubblicare manuali di nuovi giochi piuttosto che supportare i giochi pubblicati. Questa politica cambiò nel 1981, in seguito al successo di Champions..
Nel 1982 venne pubblicata un'edizione riveduta del regolamento, la seconda edizione era un set in scatola contenente due libretti di 48 e 16 pagine, schermo in cartoncino, dadi e schede d'esempio dei personaggi. In alternativa venne pubblicato il solo manuale delle regole (48 pagine). Inoltre la FGU iniziò a supportare regolarmente il gioco con una serie di supplementi, ma ormai la leadership nel campo dei giochi di supereroi era saldamente in mano a Champions.

### Supplementi
Fonte dei dati: Heroic Worlds by Lawrence Schick., tutti i supplementi sono stati pubblicati alla Fantasy Games Unlimited.
- Rudy Kraft (1981). Break In at Three Kilometer Island.
- Jack herman & Jeff Dee (1982). Crisis at Crusader Citadel.
- Bill Willingham (1982). Death Duel with the Destroyers.
- Bill Willingham (1982). THe Island of Doctor Apocalypse.
- Thomas Dowd (1983). F.O.R.C.E
- Stefan Jones (1983). Opponent Unlimited
- Kenneth Campbell (1984). Dawn of DNA..
- Stefan Jones (1984). From the Deeps of Space.
- Jack Herman (1984). Most Wanted, Vol. 1.
- Jeff Dee (1984). V&V Counter Set No. 1.
- Ken Cliffe & Kent Plaing (1985). Alone into the Night.
- Thomas Dowd (1985). Assassin.
- Ken Cliffe (1985). Enter the Dragon's Claw: HONOR.
- Jack Herman (1985). Most Wanted, Vol. 3.
- Ken Cliffe (1985). Organized Crime.
- Stefan Jones (1985). Pentacle Plot.
- Stephen Deadman (1985). Pre-Emptive Strike.
- Steve Crow (1985). Terror by Night.
- Jeff O'Hare (1985). To Tackle the T.O.T.E.M.
- Steven Crow (1986). Battle Above the Earth.
- Troy Christensen (1986). Dawn of the Devil.
- Bill Willingham (1986). The DNA Agents Sourcebook
- Stephen Dedman (1986). The Great Iridium
- Joseph W. Liotta (1986). Search for the Sensei. Compatibile con Champions e Superworld
- Ken Cliffe (1986). Super-Crooks & Criminals.
- Jeff O'Hare (1987). For the Greater Good.
- Stewart Wick (1987). The Secret in the Swamp.

Nonostante sia stato pubblicato un Most Wanted, Vol. 3, non venne mai pubblicato un Most Wanted, Vol. 2.
Crisis at Crusader Citadel fu un modulo introduttivo scritto e illustrato dai creatori del gioco, Dee e Herman. Lo scenario inizia con i giocatori che controllano i nuovi supereroi, che cercano di entrar a far parte di un gruppo di supereroi già stabilito, chiamato Crusaders. Durante l'avventura i giocatori dovranno fermare un'ondata criminale organizzata dagli avversari dei Crusader, un gruppo di malvagi chiamati Crushers.. Quattro anni dopo la pubblicazione dell'avventura la sua ambientazione sarà usata come base per la miniserie a fumetti Villains and Vigilantes di Dee e Herman pubblicata dalla Eclipse Comics. Ogni numero includeva schede personaggio per i nuovi eroi e malvagi e nuovo material da usare con il gioco.
Due moduli scritti da Bill Willingham, Death Duel with the Destroyers e il seguito The Island of Dr. Apocalypse, usavano personaggi che sarebbero più tardi comparsi nella sua serie a fumetti,Elementals, pubblicato dalla Comico. Similmente The Dark, un vigilante di Villains and Vigilantes comparirà successivamente in una serie di fumetti dell'editore indipendente Continüm Comics.